# Moenkhausia cambacica
Moenkhausia cambacica — вид харациноподібних риб родини харацинових (Characidae). Описаний у 2021 році.

## Назва
Видова назва cambacica походить від місцевої назви птаха цереби (Coereba flaveola, Linnaeus, 1758) — невеликого неотропічного птаха з родини саякових, забарвлення якого нагадує забарвлення нового виду, який має яскраво-жовту нижню частину, темне забарвлення спини та темну лінію, що перетинає ділянку ока по горизонталі, контрастуючи зі світлою зоною над ним.

## Поширення
Ендемік Бразилії. Поширений у басейні річки Мачадо в центрально-західній Бразилії, яка протікає територією штату Рондонія і є правою притокою річки Мадейри (належить до водного басейну Амазонки).